# Front rhodésien
Le Front rhodésien (Rhodesian Front, RF) était un parti politique de Rhodésie du Sud (plus tard Rhodésie, puis Zimbabwe) alors que le pays vivait sous un régime parlementaire de minorité blanche. 
Rebaptisé Front républicain en 1981, il devient  l'Alliance conservatrice du Zimbabwe en 1984. 

## Historique
En 1962, le RF succéda au Dominion Parti qui fut, durant la décennie précédente, le principal parti d'opposition de la Rhodésie du sud au sein de la Fédération de Rhodésie et du Nyassaland. Il rassemblait les blancs opposés à l'accession immédiate au pouvoir de la majorité noire. 
Son premier dirigeant est Winston Field lequel dirigeait le parti du Dominion. 
En décembre 1962, le RF remporte les élections de Rhodésie du sud avec 55 % des voix et Field devient premier ministre. 
En 1964, Field est remplacé par Ian Smith, perçu comme plus coriace et plus volontariste.
Durant les élections qui se succédèrent entre 1964 et 1979, le RF fut constamment reconduit au pouvoir (50 des 66 sièges du parlement étaient réservés au seul électorat blanc) avec une très large majorité des sièges et des voix. Durant ces 15 années, Ian Smith assuma le rôle de leader du Front rhodésien ainsi que celui de premier ministre.  
Les principes du Front rhodésien reposaient sur 15 axiomes dont : 
- la préservation des droits de chaque groupe racial afin de maintenir leurs propres identités ;
- le maintien de la loi agraire qui avait ségrégé le territoire rhodésien entre propriétaires blancs et noirs ;
- l'opposition à une immédiate intégration raciale ;
- un droit du travail protégeant les travailleurs blancs ;
- le maintien de la possibilité de ségréger les lieux et commodités publiques.

En 1979, les premières élections multiraciales en Zimbabwe-Rhodésie mirent fin à la domination parlementaire du Front rhodésien. Néanmoins, le RF emporta la totalité des 28 sièges réservés à l'électorat blanc et Ian Smith demeura au gouvernement.
En 1980, lors des secondes élections multiraciales, le RF emporta la totalité des 20 sièges réservés aux blancs. 
En 1981, le Front rhodésien, toujours dirigé par Ian Smith, se rebaptisa Front républicain. Durant la session parlementaire, 11 des 20 élus du RF firent défection pour rejoindre notamment le ZANU-PF, le parti de Robert Mugabe. 
En 1985, le RF emporta 15 des 20 sièges attribués aux blancs.  
En 1984, le RF change de nouveau de nom et devient l'Alliance conservatrice du Zimbabwe (Conservative Alliance of Zimbabwe - CAZ), dirigé par le fils de Ian Smith. Ouvert à toutes les races, ce parti n'aura pas le succès escompté. 
En 1987, le collège électoral blanc fut aboli. Plusieurs députés blancs rejoignirent le ZANU-PF ou les indépendants alors que Ian Smith se retirait de la vie politique active. La CAZ disparait en 1992 après avoir rejoint une coalition de partis opposés au ZANU-PF. 